# Koskenkorva (dryck)
Koskenkorva, vardagligt Koskis, Kosken, Kossu, Kosaani, är ett finskt märke av brännvin (Koskenkorva Brännvin) och vodka (Koskenkorva Vodka).

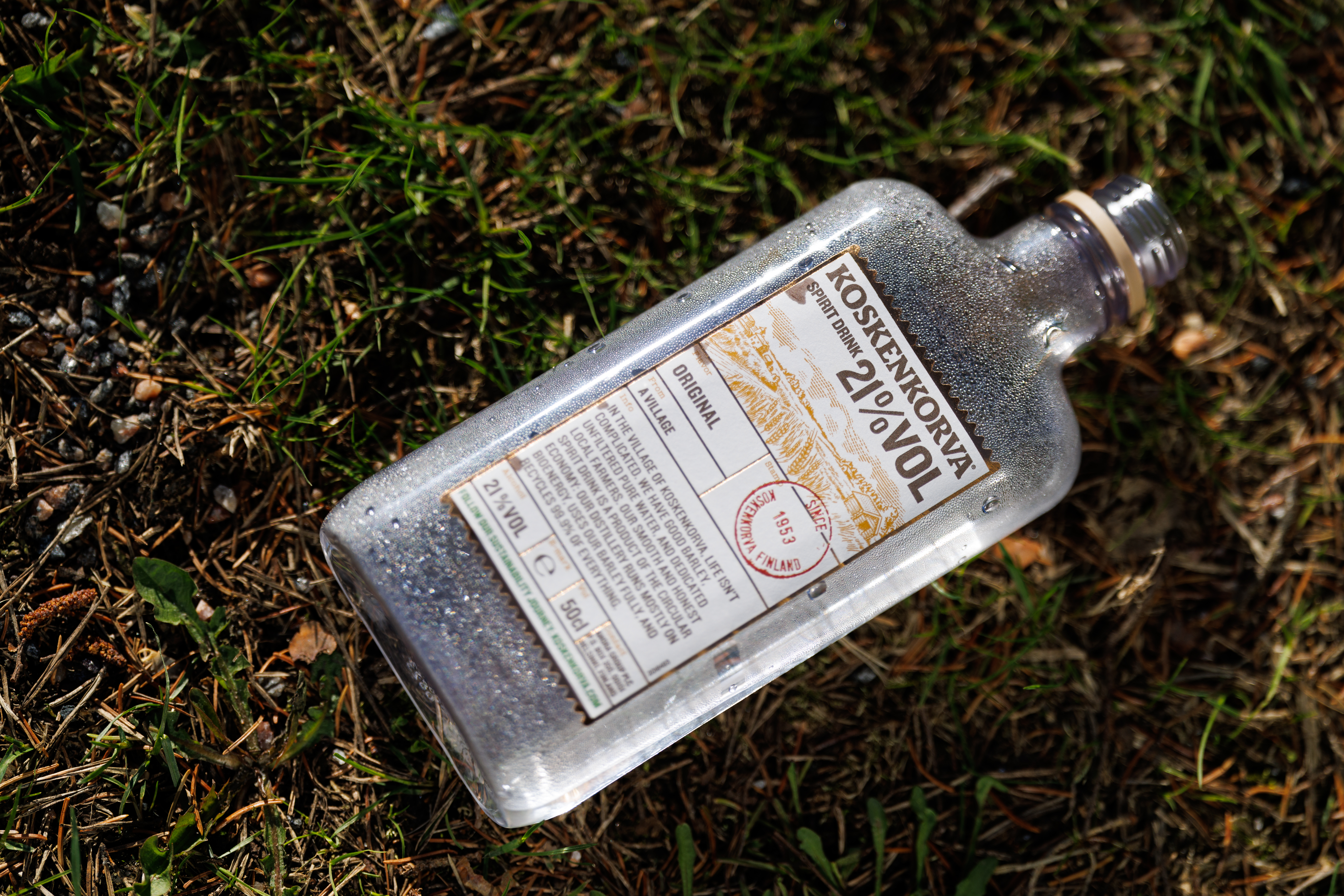
En flaska Koskenkorva.

Drycken tillverkas i orten Koskenkorva i kommunen Ilmola på det statsägda vin- och spritföretaget Altia Oy. Koskenkorva Brännvin tillverkas i en 200-stegs kontinuerlig destillation som egentligen mest används till att producera industriell etanol med hög renhet. Den färdiga produkten blandas ut med källvatten och socker.

## Förpackningar och produkttyper

### Förpackningar
I Finland säljs Koskenkorva Brännvin i åtta olika flasktyper: 4 cl, 20 cl, 35 cl, 50 cl plastflaska, 50 cl glasflaska, 70 cl, 1 l och 1,5 l. Koskenkorva vodka finns bara i tre olika flaskor: 20 cl, 35 cl och 70 cl.

### Produkttyper
Skillnaden mellan de två produkterna är att brännvinet har en alkoholhalt på 38 % och dessutom innehåller en liten mängd socker (3 g/l) för att ge drycken en mjukare och rundare smak. Koskenkorva Vodka är däremot helt rent och har en alkoholhalt på 40 %. Alkoholhalterna gäller dock bara i Finland, till exempel finns i bland annat Estland till salu Koskenkorva Vodka med alkoholhalter på 37,5 %, 50 %, 60 % och 80 %.

### Smaksättning
Utöver de två rena varianterna finns några smaksatta. Till exempel finns en variant av Koskenkorva brännvin även gjord på råg istället för korn. Den har därför fått namnet Koskenkorva Brännvin Råg vilken enligt det finska alkoholmonopolet Alko är "ett gulbrunt, mjukt brännvin med lätt rågton". Andra smaksatta varianter av Koskenkorva är Koskenkorva Vodka Vanilla, Koskenkorva Vodka Nordic Berries, Koskenkorva Cola samt Koskenkorva Salmiakki (saltlakrits). Den sistnämnda, som i dagligt tal kallas salmiakkikossu eller salmari, är väldigt populär i Finland och är en av tio sorter av sprit som smaksatts med lakrits och salmiak.

## Nationell symbolik
Koskenkorva anses vara en symbol för äkta finskhet, vid sidan av till exempel bastubad. När det övervägdes att flytta Koskenkorvadestillationen utomlands, då en investerare var intresserad av att köpa, uppstod det en stor folkrörelse mot detta som avstyrde affären. Finlands folk skulle förmodligen ha väldigt svårt att acceptera ett utländskt Koskenkorva, hur mycket billigare det än skulle ha blivit. Koskenkorva och Finlandia vodka är två av de få alkoholprodukterna som är tillverkade av 100 % finska råvaror, bland andra Suomi Viina och Leijona Vodka är tillverkade delvis av utländska sädesslag.